# Associazione Calcio Femminile Alaska Trani 80 1984
Questa voce raccoglie le informazioni riguardanti l'Associazione Calcio Femminile Alaska Trani 80 nelle competizioni ufficiali della stagione 1984.

## Stagione
L'apparente delusione per la mancata conquista del titolo italiano nella stagione passata potrebbe spegnere gli entusiasmi, ma sortisce l'effetto contrario in quanto proprio i cugini nemici dell'Alaska Gelati Lecce intuiscono i meriti impareggiabili dell'organizzazione tranese, proponendo la fusione: nasce l'Alaska Trani 80 seppur con qualche difficoltà iniziale (il matrimonio non è ben visto in casa tranese).
L'arrivo delle campionesse leccesi Rose Reilly, Anna Maria Mega, Maria Mariotti e Viviana Bontacchio arricchisce la già forte formazione biancoazzurra.
Inizialmente nel gruppo è evidente un certo distacco che, per i ricordi di passate rivalità, crea qualche problema nel gioco e nei risultate. Poi il buon senso prevale: si ricompone la famiglia, i valori tecnici vengono posti in evidenza e così, dopo una grande rimonta, la Trani sportiva vede coronato il suo sogno conquistando il suo primo scudetto.
L'azzurro di Trani si riversa nell'azzurro della Nazionale, in quanto ben nove undicesimi sono costituiti da calciatrici tranesi.
Anche per questa stagione ogni squadra di Serie A può schierare 4 calciatrici straniere. Per ogni partita erano possibili tre sostituzioni.

## Rosa
| N. |                   | Ruolo | Calciatrice        |
| -- | ----------------- | ----- | ------------------ |
|    | Italia (bandiera) | P     | Graziella Barba    |
|    | Italia (bandiera) | P     | Luana Pavan        |
|    | Italia (bandiera) | P     | Crescenza Piccolo  |
|    | Italia (bandiera) | D     | Rosaria Barba      |
|    | Scozia (bandiera) | D     | Maria Blagojevic   |
|    | Italia (bandiera) | D     | Paola Bonato       |
|    | Italia (bandiera) | D     | Lucia Semerano     |
|    | Italia (bandiera) | D     | Viola Langella     |
|    | Italia (bandiera) | D     | Antonella Marrazza |
|    | Italia (bandiera) | D     | Anna Palma         |
|    | Italia (bandiera) | C     | Saveria Ancora     |
|    | Italia (bandiera) | C     | Viviana Bontacchio |

| N. |                    | Ruolo | Calciatrice        |
| -- | ------------------ | ----- | ------------------ |
|    | Italia (bandiera)  | C     | Maria Mariotti     |
|    | Italia (bandiera)  | C     | Anna Maria Mega    |
|    | Italia (bandiera)  | C     | Deborah Montagnani |
|    | Irlanda (bandiera) | C     | Anne O'Brien       |
|    | Italia (bandiera)  | C     | Tonia Russo        |
|    | Italia (bandiera)  | A     | Rosa Forni         |
|    | Italia (bandiera)  | A     | Maria Losciale     |
|    | Italia (bandiera)  | A     | Adele Marsiletti   |
|    | Italia (bandiera)  | A     | Carolina Morace    |
|    | Scozia (bandiera)  | A     | Rose Reilly        |
|    | Italia (bandiera)  | D     | Teresa la Fronza   |

## Risultati

### Serie A

#### Girone di andata
| Arbitro: | Pellizzari (Vicenza) |

|             |           |                                                 |
| Colzani 84’ | Marcatori | 13’, 73’, 82’ Reilly 25’ Marsiletti 76’ O'Brien |

| Trani 11 febbraio 1984, ore 15:00 CEST 2ª giornata | Alaska Trani 80 | 0 – 0 | Airtronic Piacenza | Stadio Comunale (??? spett.)\| Arbitro: \| Rubino (Napoli) \| |
| Arbitro:                                           | Rubino (Napoli) |       |                    |                                                               |

| Arbitro: | Zaza (Torino) |

|  |           |            |
|  | Marcatori | 15’ Reilly |

| Arbitro: | Spangher (Gorizia) |

|  |           |            |
|  | Marcatori | 54’ Biondi |

| Arbitro: | Varriale (Napoli) |

|  |           |                                                                         |
|  | Marcatori | 25’, 51’ Mega 31’, 47’, 84’ Reilly 59’, 66’, 76’ Marsiletti 70’ O'Brien |

| Arbitro: | Benini (Roma) |

|                                                                    |           |  |
| Marsiletti 9’ O'Brien 13’ Reilly 22’, 52’ Russo 54’ Bontacchio 75’ | Marcatori |  |

| Arbitro: | Puddu (Cagliari) |

|  |           |                           |
|  | Marcatori | 35’ Marsiletti 40’ Reilly |

| Arbitro: | Vitelli (Roma) |

|                                        |           |  |
| Reilly 59’ (rig.) Morace 66’, 69’, 82’ | Marcatori |  |

| Arbitro: | Lucca (????) |

|                  |           |                 |
| Summa 52’ (rig.) | Marcatori | 22’, 25’ Morace |

| Arbitro: | Zaza (Torino) |

|                        |           |                     |
| Carta 20’ Vignotto 27’ | Marcatori | 37’ Mega 80’ Morace |

| Arbitro: | Vitelli (Roma) |

|                                      |           |  |
| Morace 8’ O'Brien 50’ Marsiletti 53’ | Marcatori |  |

#### Girone di ritorno
| Arbitro: | Varriale (Napoli) |

|                                             |           |  |
| Reilly 10’ Marsiletti 18’ Grossi 40’ (aut.) | Marcatori |  |

| Arbitro: | Pellizzari (Vicenza) |

|  |           |                |
|  | Marcatori | 40’ Marsiletti |

| Arbitro: | Puleo (Palermo) |

|                                                 |           |                  |
| Marsiletti 14’, 71’ O'Brien 46’, 54’ Reilly 75’ | Marcatori | 85’ (rig.) Mauro |

| Arbitro: | Rivetti (Brescia) |

|  |           |                |
|  | Marcatori | 62’ Marsiletti |

| Arbitro: | Varriale (Napoli) |

|                                                              |           |  |
| Reilly 1’, 10’, 52’, 58’ Morace 3’, 14’, 33’ Ancora 30’, 76’ | Marcatori |  |

| Arbitro: | Sportelli (Lucca) |

|  |           |                                      |
|  | Marcatori | 2’ O'Brien 46’ Marsiletti 55’ Morace |

| Arbitro: | Gimmelli (Napoli) |

|                                                               |           |  |
| Morace 3’, 14’, 50’, 52’, 55’ Reilly 8’ (rig.) Marsiletti 16’ | Marcatori |  |

| Arbitro: | Puleo (Palermo) |

|  |           |                      |
|  | Marcatori | 2’ Reilly 49’ Morace |

| Arbitro: | Di Fraia (Cagliari) |

|                                      |           |                        |
| Reilly 21’ Marsiletti 37’ Morace 55’ | Marcatori | 52’ Summa 35’ Cancelli |

| Arbitro: | Rivetti (Brescia) |

|                        |           |                                                  |
| Toppano 23’ Bordin 52’ | Marcatori | 13’ Marsiletti 14’ Reilly 24’ Morace 33’ O'Brien |

| Arbitro: | Podavini (Brescia) |

|                           |           |  |
| Reilly 61’ Bontacchio 71’ | Marcatori |  |

## Statistiche

### Statistiche di squadra
| Competizione | Punti | In casa | In casa | In casa | In casa | In casa | In casa | In trasferta | In trasferta | In trasferta | In trasferta | In trasferta | In trasferta | Totale | Totale | Totale | Totale | Totale | Totale | DR  |
| Competizione | Punti | G       | V       | N       | P       | Gf      | Gs      | G            | V            | N            | P            | Gf           | Gs           | G      | V      | N      | P      | Gf     | Gs     | DR  |
| ------------ | ----- | ------- | ------- | ------- | ------- | ------- | ------- | ------------ | ------------ | ------------ | ------------ | ------------ | ------------ | ------ | ------ | ------ | ------ | ------ | ------ | --- |
| Serie A      | 40    | 11      | 9       | 1       | 1       | 42      | 4       | 11           | 10           | 1            | 0            | 32           | 6            | 22     | 19     | 2      | 1      | 74     | 10     | +64 |

### Statistiche dei giocatori
| Giocatore     | Serie A  | Serie A | Serie A     | Serie A    |
| Giocatore     | Presenze | Reti    | Ammonizioni | Espulsioni |
| ------------- | -------- | ------- | ----------- | ---------- |
| S. Ancora     | 5        | 2       | 0           | 0          |
| R. Barba      | 6        | 0       | 1           | 1          |
| M. Blagojevic | 16       | 0       | 0           | 0          |
| P. Bonato     | 22       | 0       | 1           | 0          |
| V. Bontacchio | 21       | 2       | 1           | 0          |
| R. Forni      | 1        | 0       | 0           | 0          |
| V. Langella   | 22       | 0       | 1           | 0          |
| M. Mariotti   | 19       | 0       | 3           | 0          |
| A. Marrazza   | 15       | 0       | 0           | 0          |
| A. Marsiletti | 22       | 14      | 2           | 0          |
| A.M. Mega     | 18       | 3       | 0           | 0          |
| D. Montagnani | 1        | 0       | 0           | 0          |
| C. Morace     | 16       | 19      | 1           | 0          |
| A. O'Brien    | 22       | 8       | 2           | 0          |
| A. Palma      | 8        | 0       | 1           | 0          |
| L. Pavan      | 17       | -8      | 0           | 0          |
| C. Piccolo    | 7        | -2      | 0           | 0          |
| T. Russo      | 15       | 1       | 0           | 0          |
| R. Reilly     | 22       | 21      | 0           | 0          |
| L. Semerano   | 18       | 5       | 0           | 0          |

### Maglie e presenze in campionato
| 1ª         | 2ª | 3ª | 4ª | 5ª | 6ª | 7ª | 8ª | 9ª | 10ª | 11ª | 12ª | 13ª | 14ª | 15ª | 16ª | 17ª | 18ª | 19ª | 20ª | 21ª | 22ª |    |
| ---------- | -- | -- | -- | -- | -- | -- | -- | -- | --- | --- | --- | --- | --- | --- | --- | --- | --- | --- | --- | --- | --- | -- |
| Pavan      | 1  | 1  | 1  | 1  | 1  | 1  | 1  | 1  | 1   | 1   | 1   | 1   | 1   | 1   | 1   |     |     |     |     |     | 1   | 1  |
| Palma      | 2  | 2  | 13 |    | 13 | 13 |    | 13 |     |     |     |     |     | 13  |     | 4   |     |     |     |     |     |    |
| Bonato     | 3  | 5  | 3  | 2  | 3  | 3  | 2  | 5  | 2   | 2   | 2   | 5   | 5   | 5   | 5   | 5   | 5   | 5   | 5   | 5   | 5   | 5  |
| Mariotti   | 4  | 4  |    | 4  | 4  | 4  | 4  |    | 4   | 4   | 4   | 4   | 4   | 4   | 4   |     | 4   | 4   | 4   | 4   | 4   | 4  |
| Blagojevic | 5  | 3  | 5  | 5  | 5  | 5  | 5  |    | 5   | 5   | 5   | 6   | 6   | 6   |     |     |     | 14  |     |     | 6   | 6  |
| Langella   | 6  | 6  | 2  | 6  | 6  | 6  | 6  | 6  | 6   | 6   | 6   | 2   | 2   | 2   | 6   | 6   | 6   | 6   | 6   | 6   | 2   | 2  |
| Marsiletti | 7  | 7  | 7  | 3  | 7  | 7  | 3  | 3  | 3   | 3   | 3   | 3   | 7   | 3   | 3   | 7   | 3   | 3   | 3   | 3   | 3   | 3  |
| Russo      | 8  | 8  | 8  | 7  |    | 15 | 16 | 4  | 15  |     | 7   | 8   | 14  | 15  | 14  |     |     |     | 15  |     | 15  |    |
| Bontacchio | 9  | 9  | 9  | 9  | 9  | 9  | 7  | 7  | 7   | 7   | 15  | 7   | 8   | 7   | 7   |     | 7   | 7   | 7   | 7   | 7   | 7  |
| O'Brien    | 10 | 10 | 10 | 10 | 10 | 10 | 10 | 10 | 10  | 10  | 10  | 10  | 10  | 10  | 10  | 10  | 10  | 10  | 10  | 10  | 10  | 10 |
| Reilly     | 11 | 11 | 11 | 11 | 11 | 11 | 11 | 11 | 11  | 11  | 11  | 11  | 11  | 11  | 11  | 11  | 11  | 11  | 11  | 11  | 11  | 11 |
| Barba R.   | 13 |    | 6  |    |    | 14 |    | 14 |     |     |     | 15  |     |     |     | 3   |     |     |     |     |     |    |
| Mega       |    |    | 4  | 8  | 8  | 8  | 8  | 8  | 8   | 8   | 8   | 16  |     | 8   | 8   |     | 8   | 8   | 8   | 8   | 8   | 8  |
| Ancora     |    |    | 14 |    | 15 |    |    |    |     |     |     |     |     | 14  |     | 8   |     | 16  |     |     |     |    |
| Marrazza   |    |    |    | 14 | 2  | 2  | 14 | 2  |     | 14  | 14  |     | 3   |     | 2   | 2   | 2   | 2   | 2   | 2   | 14  |    |
| Morace     |    |    |    |    |    |    | 9  | 9  | 9   | 9   | 9   | 9   | 9   | 9   | 9   | 9   | 9   | 9   | 9   | 9   | 9   | 9  |
| Piccolo    |    |    |    |    |    |    |    | 12 |     |     |     |     |     |     | 12  | 1   | 1   | 1   | 1   | 1   |     |    |
| Semerano   |    |    | 13 |    | 13 | 13 | 13 | 13 | 13  | 13  | 13  | 13  | 13  | 13  | 13  | 13  | 13  | 13  |     | 13  | 13  | 13 |
| Forni      |    |    |    |    |    |    |    |    |     |     |     |     |     |     |     | 14  |     |     |     |     |     |    |
| Montagnani |    |    |    |    |    |    |    |    |     |     |     |     |     |     |     | 15  |     |     |     |     |     |    |

## Fonti e bibliografia
La storia della società è stata cortesemente fornita dall'ex segretario del club biancoazzurro Nino (Cristoforo) Losito di Trani. I dati stagionali e le presenze da lui raccolti sono stati tratti dal quotidiano La Gazzetta del Mezzogiorno, giornale conservato dalle seguenti Biblioteche:
- Biblioteca Nazionale Centrale di Firenze;
- Biblioteca Comunale Centrale di Milano;
- Biblioteca nazionale Sagarriga Visconti-Volpi di Bari.